# Megalesia
Megalesia (Wielkie Święta) – święta na cześć bogini Kybele (Cybele) odbywające się w starożytnym Rzymie. Trwały od 4 do 10 kwietnia, składały się początkowo z widowisk (ludi scaenici) i igrzysk Ludi Megalenses w Circus Maximus, od 194 p.n.e. także ze spektakli teatralnych. 
Częścią kultu było składanie bogini ofiar zwanych moretum. W tych dniach urządzano w prywatnych domach bankiety invitationes.